# Crataerina pallida
Crataerina pallida är en tvåvingeart som först beskrevs av Pierre André Latreille 1811. Crataerina pallida ingår i släktet Crataerina och familjen lusflugor. Arten är reproducerande i Sverige. Inga underarter finns listade i Catalogue of Life.

## Bildgalleri

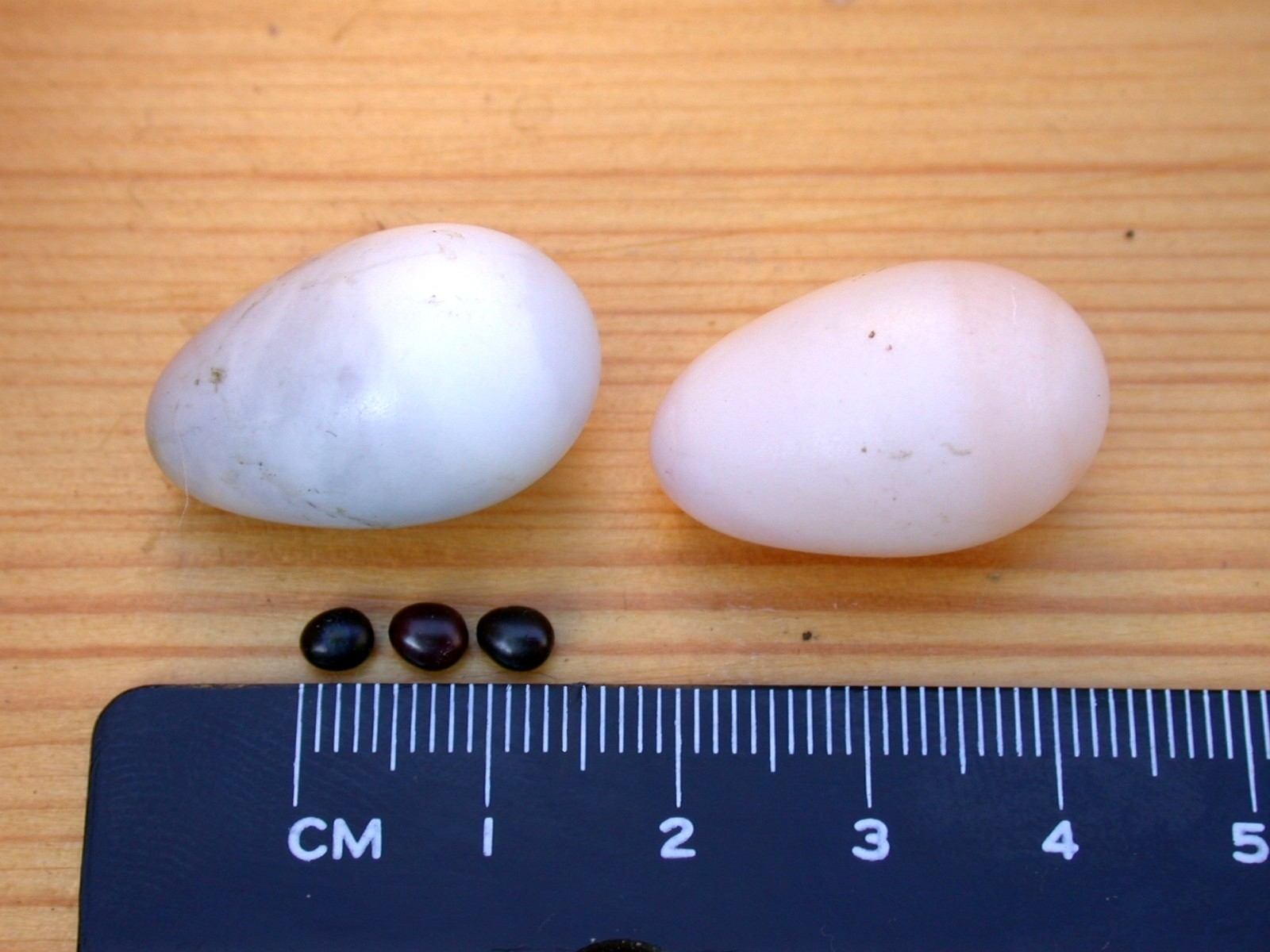
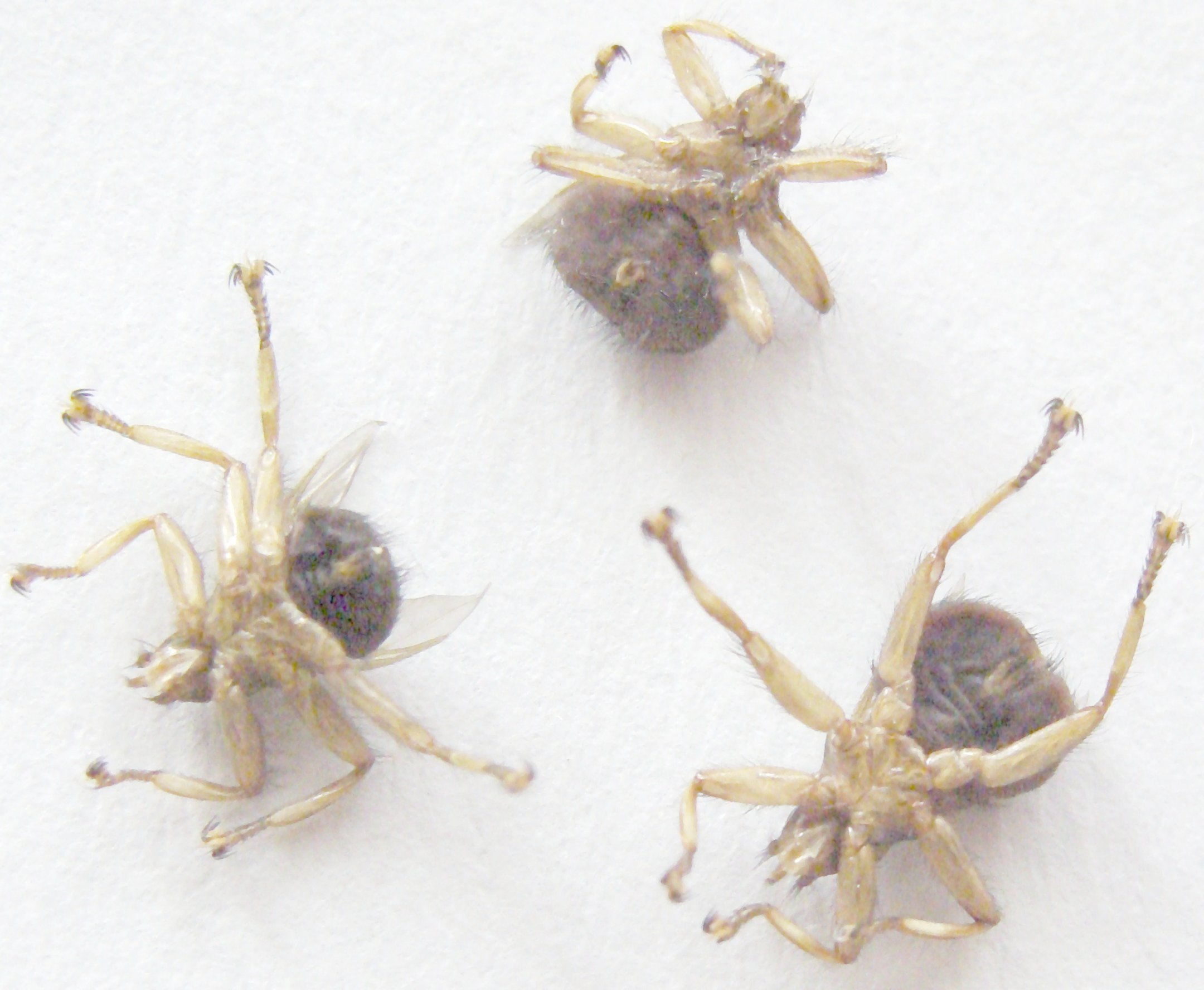